# Escaria
Escaria là một chi bướm đêm thuộc họ Noctuidae.

## Loài
- Escaria clauda Grote, 1883
- Escaria homogena McDunnough, 1922